# Gare de Saint-Georges-sur-Loire
La gare de Saint-Georges-sur-Loire est une ancienne gare ferroviaire française, aujourd’hui fermée, de la ligne de Tours à Saint-Nazaire, située sur le territoire de la commune de Saint-Georges-sur-Loire, dans le département de Maine-et-Loire en région Pays de la Loire.

## Situation ferroviaire
Établie à 20 mètres d'altitude, la gare de Saint-Georges-sur-Loire est située au point kilométrique (PK) 363,500 de la ligne de Tours à Saint-Nazaire entre les gares ouvertes de La Possonnière et de Champtocé-sur-Loire. La gare se trouve à environ 3 kilomètres du centre bourg de Saint-Georges-sur-Loire.

## Histoire
Le bâtiment voyageurs, désormais disparu, était identique à celui de la gare d'Ingrandes-sur-Loire[réf. nécessaire].

## Service des voyageurs
La gare est aujourd'hui fermée à tout trafic. La gare de La Possonnière se trouve à environ 5 kilomètres.
Au 29 mai 1994, la gare était un point d’arrêt non géré (PANG) qui était desservi du lundi au samedi par deux trains TER le matin (un dans chaque sens, soit un vers Angers et un vers Nantes). Le soir, un seul train s’arrêtait en gare, en provenance d’Angers, tous les jours.
S’il était donc possible de passer la journée à Angers grâce à ces horaires, ce n’était pas le cas pour Nantes : on pouvait y aller, mais pas en revenir.
En parallèle à la mise en service de l’Interloire le 25 septembre 1994, la gare perdit sa desserte du soir tous les jours sauf le samedi. Elle n’était donc plus desservie que le matin du lundi au vendredi et plus du tout les dimanches et fêtes (sauf en juillet et août, avec un unique train le soir pour Nantes).
Cette situation peu attractive perdurera jusqu’au cadencement des TGV Paris – Nantes le 30 mai 1999, où tout train voyageur cessera de s’y arrêter. Les portails ont alors été cadenassés, mais tout est encore en l’état en 2015 (plaque nominative, abris et téléphones de quai, pancartes de sécurité, etc.).